# توان‌اسپیس
توان‌اسپیس_اس‌اس‌جی2008 اولین معیار استاندارد در صنعت است که قدرت و ویژگی‌های عملکرد حجم رایانه‌های کلاس سرور را ارزیابی می‌کند. این از شرکت شرکت ارزیابی عملکرد استاندارد (اسپیس) موجود است. توان‌اسپیس_اس‌اس‌جی2008 اولین تلاش اسپیس برای تعیین استانداردهای اندازه‌گیری قدرت سرور است. این در دسامبر 2007 معرفی شد.
چندین شرکت عضو اسپیس در تدوین استاندارد جدید اندازه‌گیری قدرت-عملکرد از جمله ای‌ام‌دی، دل،رایانه‌های فوجیتسو زیمنس، اچ‌پی، اینتل، آی‌بی‌ام وسان مایکروسیستمز مشارکت داشته‌اند.